# Codeur linéaire

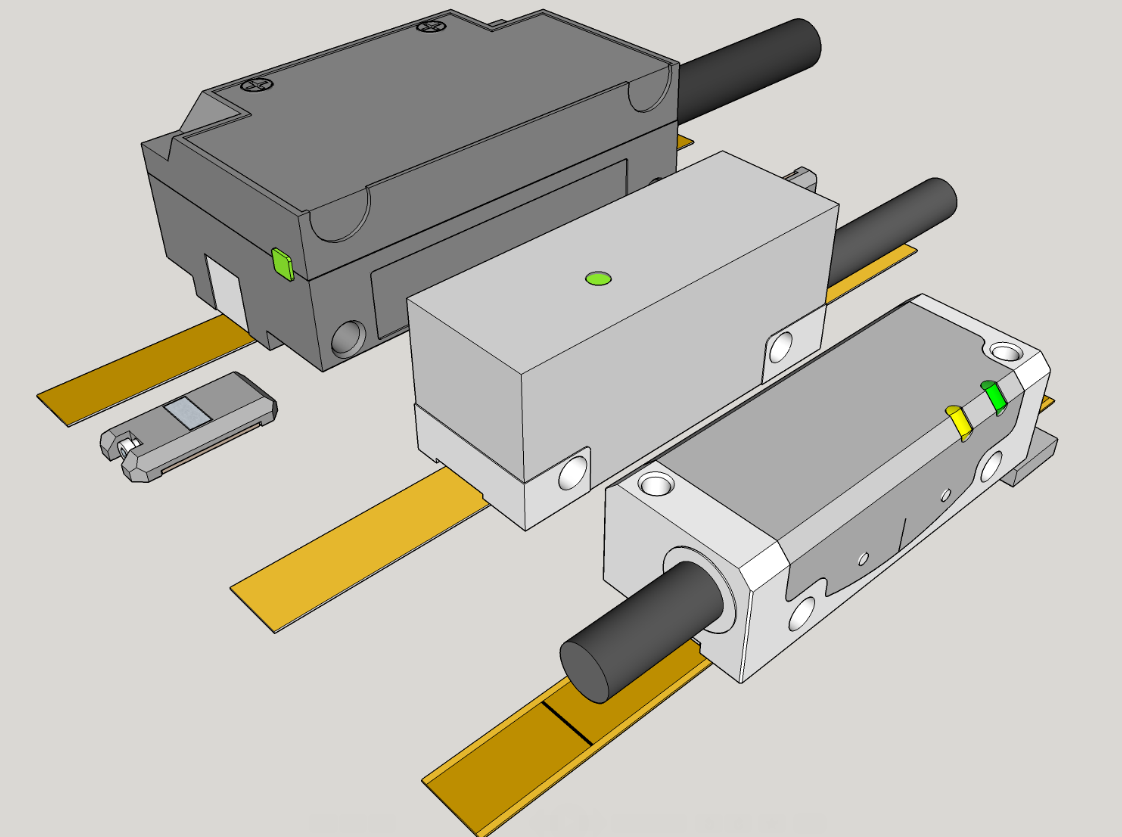
Trois types de codeur optique.

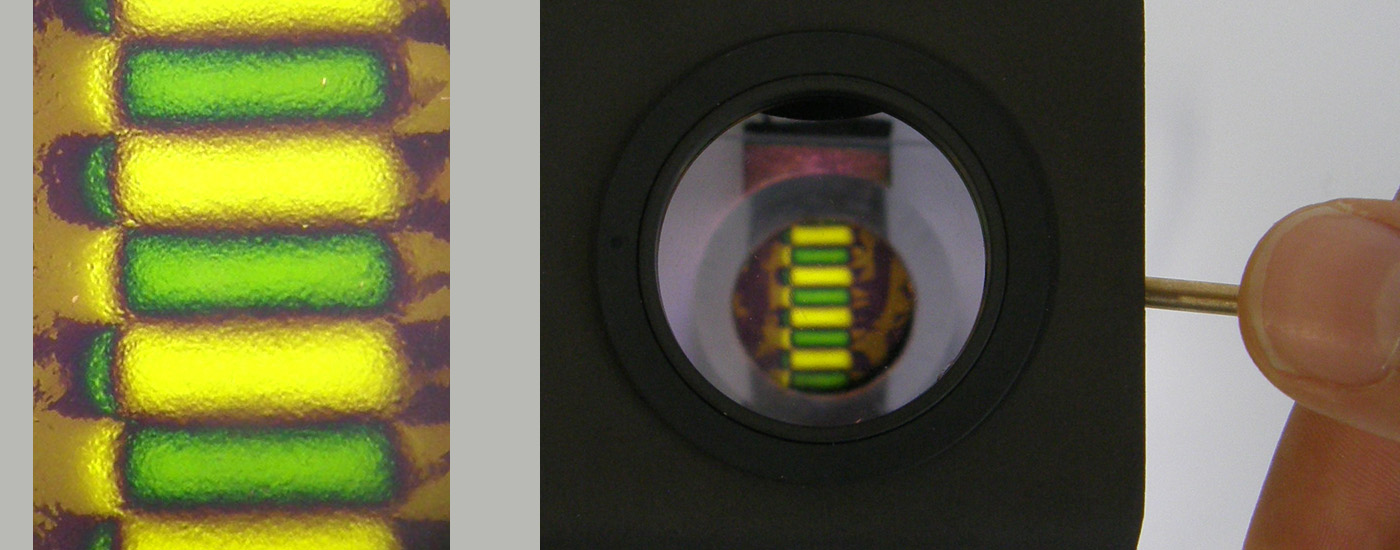
Pistes magnétiques d’un codeur incremental (réalisé avec MagView).

Un codeur linéaire est un capteur, transducteur ou tête de lecture en translation le long d'une échelle graduée, qui encode la position d'un outil. Chaque fois que le capteur détecte une position sur l’échelle, il émet un signal analogique ou numérique, destiné à être décodé en une information de position par un circuit d'asservissement ou un afficheur numérique.
Les codeurs de position peuvent fonctionner en mode incrémental ou absolu : dans les codeurs incrémentaux, la position est déterminée par le temps de déplacement dans un sens ; dans les codeurs absolus, la position n'est déterminée exactement qu'à chaque coïncidence avec une graduation de l'échelle. La détection de la position peut se faire par technique optique, magnétique, inductive, capacitive ou par courants de Foucault. Les technologies optiques vont de l'obturateur à la corrélation d'images en passant par l'interférométrie.
Les codeurs linéaires sont présents dans divers instruments de mesure (micromètre digital, machine à mesurer tridimensionnelle), dans les asservissements, les imprimante à jet d'encre, les machines-outil à commande numérique, les pupitres de pont roulant ou les photorépéteurs pour la fabrication des circuits intégrés.

## Codeur à échelle

### Codeur optique

Schéma d'un codeur optique : 1-source lumineuse (LED), 2-lentille de focalisation, 3-platine, 4-régle graduée, 5-photodiodes ; la taille des graduations est exagérée pour le propos.

Les codeurs optiques dominent le marché des applications de haute-résolution. Ils reposent sur différents principes : masquage, moiré, diffraction ou holographie. Les codeurs optiques sont, parmi les capteurs de position courants, les plus précis et les plus utilisés en automatique. Lorsque l’on choisit un codeur optique, il est important d’envisager les risques de contamination par empoussièrement, vibration et autres parasites habituels dans un environnement industriel. Le pas d'une échelle varie de quelques centaines de micromètres à une fraction de micromètre. On peut même atteindre une résolution du nanomètre par recours à l’interpolation numérique.

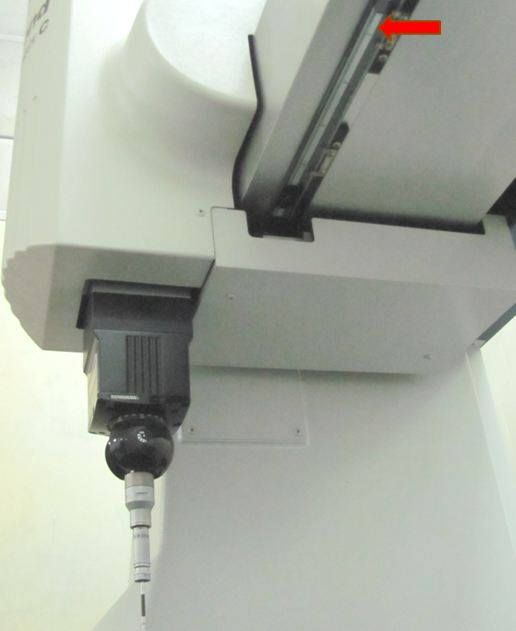
Codeur linéaire optique équipant une machine à mesurer tridimensionnelle.

La source lumineuse peut être une LED infrarouge ou lumineuse, une ampoule miniature ou une diode laser.

### Codeur à échelle électromagnétique
Les codeurs magnétiques reposent sur l'implantation d’inserts actifs (aimantés) or passifs (à reluctance variable) le long de l'échelle. La détection du passage au droit d'un tel insert est assurée par une tête inductive de type bobine, capteur à effet Hall ou magnétorésistance à effet tunnel. Plus grossières que les échelles optiques, le pas des inserts magnétiques est généralement de l'ordre de quelques micromètres.
Les codeurs capacitifs exploitent les variations de capacité électrique entre la tête de lecture et les points d'une échelle. On retrouve typiquement ces dispositifs dans les pieds à coulisse digitaux. Leur principal inconvénient est leur sensibilité aux taches de graisse et aux irrégularités d'empoussièrement, qui affectent la permittivité relative.
Les codeurs à induction sont, eux, robustes à l'encrassement, et sont utilisés dans les pieds à coulisse et autres appareils de mesure intégrés aux mécanismes,.
L'échelle des codeurs à courants de Foucault est composée d'inserts non-magnétiques, présentant une alternance de permittivité. Les inserts sont détectés et identifiés par comptage des sauts d'induction dans un circuit doté d'une bobine mobile. La roue codeuse de Maxon (codeur MILE) repose sur ce principe.

### Codeur sur événement
L'image acquise par un capteur photographique est traitée par corrélation d'images. La résolution de ces instruments peut atteindre le nanomètre.

## Applications
Les codeurs linéaires équipent les machines à mesurer tridimensionnelles, les scanner 3D, les micromètres numériques, le contrôle d'engrenage, les machines de traction et les pupitres de commande numérique.
Les systèmes asservis contrôlant en temps réel des mouvements précis intègrent désormais des codeurs linéaires : on les trouve en robotique, dans les machines-outil, les chaînes de montage et le pupitre des manipulateurs à ventouse pneumatique de levage ; la fabrication et le contrôle de gravure des circuits intégrés, les bancs de soudage, les imprimantes et l’impression numérique en général.

## Formats de sortie

### Signaux incrémentaux analogiques

Sortie sinusoïdale.

Le référentiel industriel des codeurs analogiques prescrit l'usage de sinusoïdes en quadrature. Les signaux transmis sont des variations relatives de façon à réduire la sensibilité au bruit. Le premier standard industriel pour les signaux était un courant de 12 μA crête-à-crête ; depuis les années 2000, il tend à être remplacé par une tension alternative de 1V crête-à-crête. Grâce à leur faible bande passante, les signaux analogiques présentent une meilleure compatibilité électromagnétique que les codeurs numériques.
On peut contrôler le déphasage des sinusoïdes (90°) avec un oscilloscope en mode XY pour vérifier l'allure de la courbe de Lissajous : la quadrature est parfaite lorsque l'image obtenue est un cercle parfaitement centré.

### Signaux incrémentaux numérisés

Les canaux A et B en quadrature.

Un codeur incrémental émet deux signaux carrés A et B. Ces deux signaux sont, soit la retransmission des signaux binaires des capteurs numériques, ou un signal interpolé et numérisé de signaux analogiques sinusoïdaux. Dans ce dernier cas, l'interpolation repose sur une subdivision du pas de l'échelle, et permet d'augmenter la résolution.
Quoi qu'il en soit, le pas du signal carré émis par le codeur fixe la résolution de la mesure de position. Un signal particulier, le témoin de redémarrage (cf. infra) est codé de la même façon, mais s'identifie à la longueur des paliers du signal carré, qui est de 1 à 4 fois le pas d'espacement entre deux niveaux hauts. Ces signaux sont traités par un pupitre numérique ou un automate programmable industriel.
Les principaux avantages des codeurs incrémentaux sont leur faible sensibilité au bruit, leur précision et leur réactivité ; toutefois, une fréquence de transfert élevée dégrade leur compatibilité électromagnétique.

### Témoin de redémarrage
La plupart des codeurs linéaires incrémentaux stockent un signal horodaté de leur position le long de l'échelle pour leur initialisation à la remise sous tension, ou après un arrêt d'urgence. Ce signal doit identifier, à l'extinction, la position entre deux graduations ou inserts consécutifs de l'échelle. Ce temoin peut aussi se limiter à un seul signe, par convention : un motif de re-corrélation (typiquement, un code Barker) ou un chirp.

#### Repérage absolu
Des échelles convenable conçues (multitrack, vernier, code numérique ou code pseudo-aléatoire) peuvent permettre de positionner un outil sans avoir à définir une référence. Ces codeurs emploient le plus souvent un protocole de communication série généralement propriétaire (par ex. FANUC, Mitsubishi, FeeDat (Fagor Automation), Heidenhain EnDat, DriveCliq, Panasonic, Yaskawa), mais il existe depuis 2010 quelques standards ouverts comme l'interface BiSS.

### Fin de course
La plupart des codeurs linéaires sont équipés de télérupteurs, optiques ou magnétiques. Ils intègrent souvent deux fins de course, de façon qu'à l'allumage, le contrôleur puisse déterminer dans quelle direction la tête de lecture peut se mouvoir, et comment elle doit se réinitialiser.

## Intégration aux mécanismes et protection
Un codeur linéaire peut être encapsulé dans un rack ou ouvert. On a recours à l’encapsulation dans les environnements hostiles comme les machines-outils. Le boîtier, souvent en aluminium extrudé, abrite une échelle en verre ou en métal. Des bavettes en élastomère protègent la tête de lecture. La précision est limitée par les frottements et l’hystérésis qui résultent de ce montage.
Les codeurs ouverts sont préférés pour limiter l'hystérésis et le frottement.
L’échelle des codeurs optiques peut être transparente (verre) ou réfléchissante ; les graduations sont constituées d’une trame de Ronchi ou d’un réseau de diffraction. Les échelles sont faites en chrome sur verre, métal (acier inox ou plaqué d'or, Invar), en céramique (Zerodur) ou en résine. Elles peuvent être autostables, contrôlées thermiquement par leur substrat (par de la colle ou un ruban adhésif), ou engagées sur un rail : cette dernière disposition est favorable à la dilatation thermique et permet aussi le démontage du dispositif pour expédition.

## Terminologie
- Résolution
- Répétabilité
- Hystérésis
- Rapport signal sur bruit/bruit/gigue
- Courbe de Lissajous
- Quadrature

## Voir également
- Roue codeuse

- (en) Cet article est partiellement ou en totalité issu de l’article de Wikipédia en anglais intitulé « Linear encoder » (voir la liste des auteurs).